# Culrain
Culrain (Schots-Gaelisch: Cul Raoin) is een dorp ten westen van Ardgay in de Schotse lieutenancy Sutherland in het raadsgebied Highland.
Culrain wordt bediend door een spoorwegstation op de Far North Line.